# إميليو لوفييه
إميليو لوفييه (1839-1911) (بالإنجليزية: Emilio Levier)‏ هو عالم نبات سويسري.